# 葉振南
葉振南，BBS，MH，JP，香港商人，祖籍廣東普寧，香港出生。現為榮興利國有限公司董事總經理，及香港廣東社團總會常務副主席兼常務副祕書長。

## 公務
現任及曾任社會公職: 
現任公職：
- 香港保安局保安及護衛業管理委員會主席
- 香港職業訓練局保安及紀律服務訓練委員會主席
- 保安服務業行業培訓諮詢委員會副主席
- 在囚人士教育信託基金投資顧問委員會主席
- 香港警務處中區少年警訊名譽會長會顧問兼會長
- 香港廣東社團總會常務副主席
- 香港廣東社團慈善基金會常務副主席
- 香港潮屬社團總會名譽顧問
- 香港汕頭商會永遠榮譽會長
- 香港都會大學資助及發展基金委員會成員
- 廣東省歸國華僑聯合會常務委員
- 河南省海外聯誼會理事會常務理事
- 廣東省汕頭市海外聯誼會理事會榮譽會長
- 廣東省揭陽市海外聯誼會理事會名譽會長[2][3][4][5][6][7][8]

曾任公職：
- 香港民政事務局 公民教育委員會 委員
- 監管䆁囚委員會委員
- 香港警務處少年警訊中央諮詢委員會委員
- 香港警務處中區少年警訊名譽會長會主席
- 中西區撲滅罪行委員會主席
- 中西區區節主席
- 香港懲教署投訴上訴委員會委員
- 獨立監察警方處理投訴委員會觀察員
- 中西區交通安全運動議會主席
- 香港警務處 中區警區輔警周年訓練結業會操(2003) 檢閱官
- 九龍東區扶輪社 社長
- 港島、九龍區公益金百萬行主席
- 煙花審核小組 成員
- 中上環分區委員會 委員
- 中環及半山分區委員會 委員
- 上訴委員團 (城市規劃)委員
- 方便營商諮詢委員會委員
- 香港舞蹈團董事
- 香港潮州商會常務會董
- 香港潮州商會青年委員會主任
- 河南省政協委員(九屆至十一屆)
- 汕頭市政協委員(九屆至十三屆)

## 名下馬匹
- 葉振南為香港賽馬會會員，名下馬匹只有靓酒王